# Frederick Stratten Russell
Pour les articles homonymes, voir Russell.
Frederick Stratten Russell est un zoologiste britannique, né le 3 novembre 1897 à Bridport, Dorset et mort le 5 juin 1984.

## Biographie
Il est le fils de William Russell et de Lucy née Newman. Il obtient son Bachelor of Arts au Gonville et Caius College de Cambridge en 1921. Il se marie le 25 septembre 1923 avec Gweneth Kate Moy Evans (?-1978), union dont naîtra un fils, William.
Russell est profondément influencé par l’océanographe Johan Hjort (1869-1948). C’est ce dernier qui lui permet d’obtenir un poste d’assistant auprès du directeur du département de recherche sur la pêche du gouvernement égyptien en 1922-1923. Grâce à son ancien professeur Edgar Johnson Allen (1866-1942), il entre à la station de biologie marine de Plymouth de 1924 à 1965 qu’il dirige de 1945 à 1965. Il fait partie de l’expédition sur la grande barrière de corail en 1928-1929. Il fait partie de la commission océanographique de 1950 à 1965.
L’université de Glasgow lui décerne un doctorat honoraire en 1957, puis celle d’Exeter en 1960 et celle de Birmingham en 1966. Il est décoré de l’ordre de l’Empire britannique et anobli en 1965. Il est membre de diverses sociétés savantes et membre de la Royal Society le 17 mars 1938. Il reçoit la médaille linnéenne en 1961.
Russell étudie le plancton et sa migration et décrit de nombreuses espèces de méduses. Il est l’un des premiers à s’intéresser aux méthodes d’évaluations des stocks halieutiques et à proposer la régulation des efforts de pêches. Il fait paraître plus de 150 publications scientifiques dont : 
- Avec Charles Maurice Yonge (1899-1986) The seas: an introduction to the study of life in the sea (1928, réédité plusieurs fois).
- The Zooplankton (1930).
- The Medusae of the British Isles (deux volumes, 1953-1970).
- The eggs and planktonic stages of British marine fishes (1976).

## Source
- Allen G. Debus (dir.) (1968). World Who’s Who in Science. A Biographical Dictionary of Notable Scientists from Antiquity to the Present. Marquis-Who’s Who (Chicago) : xvi + 1855 p.